# 罗萨里奥·帕尔梅贾尼
罗萨里奥·帕尔梅贾尼（義大利語：Rosario Parmegiani，1937年3月12日—2019年6月13日），意大利水球运动员，曾参加1956年夏季奥运会、1960年夏季奥运会和1964年夏季奥运会男子水球比赛。